# Даман Брюса
Даман Брюса (лат. Heterohyrax brucei) или горный даман — вид даманов из монотипического рода горных даманов, семейства дамановых, отряда даманов. Видовое название дано в честь шотландского путешественника Джеймса Брюса (1730—1794).

## Внешний вид
Длина тела взрослого дамана 32,5—56 см, масса — 1,3—4,5 кг. Самцы и самки практически не отличаются размерами, хотя самки обычно несколько крупнее. Сложен горный даман плотнее, чем капский, с более узкой мордой. Внешне он несколько напоминает морскую свинку или сурка. Волосяной покров плотный, низкий и грубый, хотя остевые волосы мягче, чем у капского дамана, до 30 мм длиной, с чёрными кончиками. Окрас меха на спине и боках варьирует от серого в засушливых районах до коричневато-красного во влажных. На брюхе мех белый или кремовый; на морде выделяются «брови» такого же цвета. Спинная железа (длиной до 1,5 см) окружена удлинёнными волосами; обычно её цвет жёлтый (отсюда одно из названий вида — «жёлто-пятнистый даман»), реже от красновато-охристого до грязно-белого. Хвост рудиментарен. На морде растут вибриссы длиной до 90 мм.
Подошвы лап дамана специализированы для передвижения по гладким камням — они оголённые и влажные от секреции кожных желез, а устройство мускулатуры позволяет ступне принимать форму присоски. Конечности стопоходящие. Терморегуляция, как и у всех даманов, развита плохо, температура тела изменяется от 24 до 35˚C в зависимости от температуры окружающей среды. Зрачок защищён от яркого света особым выростом радужной оболочки, что позволяет даману смотреть прямо на солнце; это эволюционное приспособление позволяет ему легко замечать хищников в ярком солнечном свете. У самок одна пара грудных и две пары паховых сосков.

## Распространение
Вид обитает в Восточной и Южной Африке от Юго-Восточного Египта (побережье Красного моря), Судана и Эфиопии до Центральной Анголы (обособленная популяция) и Северной ЮАР (провинции Лимпопо и Мпумаланга). Изолированные популяции имеются в Демократической Республике Конго — холмы Лоади, восточная часть страны; подвид Heterohyrax brucei chapini, ранее лоадийский даман (Heterohyrax chapini), и в Анголе.
Встречается даман Брюса в следующих странах: Ангола, Ботсвана, Бурунди, Демократическая республика Конго, Египет, Замбия, Зимбабве, Кения, Малави, Мозамбик, Руанда, Сомали, Судан, Танзания, Эритрея, Эфиопия, ЮАР. В Алжире (нагорье Ахаггар, Центральная Сахара), в Израиле, на Ближнем Востоке обитает другой вид — капский даман, ранее ошибочно относимый к горному даману.
В ископаемом виде известен с позднего миоцена — Heterohyrax auricampensis, ископаемый вид из Намибии, был несколько крупнее современного Heterohyrax brucei.

## Образ жизни
Местом обитания даманов являются каменистые холмы, осыпи и склоны гор. В горы они поднимаются до высоты 3 800 м над уровнем моря. Характерные скальные возвышенности (монадноки) в засушливых местностях обеспечивают даманам подходящую температуру (17-25˚C) и влажность (32-40 %), предоставляя защиту от степных пожаров.
Как и все даманы, даманы Брюса — колониальные животные. Обычная численность колонии — до 34 особей; её основу составляет стабильная полигинная семейная группа (гарем). В состав группы входит взрослый самец, до 17 взрослых самок и молодняк. Даманы Брюса часто сосуществуют рядом с капскими даманами, разделяя с ними укрытия. Активны даманы днём, а также в яркие лунные ночи. Кормятся обычно с 7.30 до 11 часов и с 15.30 до 18 часов дня, однако до 94 % времени проводят, греясь на солнце, ухаживая за шерстью и т. п. Убежищем даманам служат пустоты между камнями, трещины и скальные расщелины. Обладают острым зрением и слухом; при нападении агрессивно защищаются при помощи зубов. В случае опасности издают пронзительные крики, заставляющие других даманов прятаться в укрытия. Способны развивать скорость до 5 м/с; хорошо прыгают.
Питаются даманы разнообразной растительной пищей, включая листья, плоды, побеги и кору деревьев. Например, одна колония, наблюдавшаяся в Замбии, поедала преимущественно листья горького ямса (Dioscorea bulbifera). Основным источником пищи являются, однако, разные виды акаций и аллофилуса; в целом, предпочитают кормиться древесно-кустарниковой растительностью, ради чего могут даже забираться на деревья. Обычный рацион дамана в национальном парке Серенгети включает виды кордии (Cordia ovalis), гревии (Grewia fallax), гибискуса (Hibiscus lunarifolius), фикуса (Ficus), меруа (Maerua triphylla). Воды не пьют, получая необходимую жидкость из растительности. Кормятся группами, реже — поодиночке.

### Воспроизводство
Животные размножаются круглогодично, хотя пик размножения обычно приходится на конец влажного сезона. Беременность длится 6,5—7,5 месяцев и заканчивается рождением 1—2 детёнышей в выводковом гнезде, которое даманы Брюса иногда делят с капскими. Вес детёныша при рождении 220—230 г. Молочное вскармливание продолжается до 6 месяцев. Между 12 и 30 месяцами подросшие молодые самцы покидают родную территорию; самки присоединяются к семейной группе.
На даманов охотятся крупные змеи (иероглифовые питоны), хищные птицы, леопарды и более мелкие хищники (например, мангусты). Они восприимчивы к вирусной пневмонии и туберкулёзу. На них паразитируют нематоды вида Crossophorus collaris, различные виды клещей, блох и вшей. Зафиксированная продолжительность жизни — до 11 лет.

## Статус популяции
Даманы Брюса широко распространены и многочисленны, особенно в Восточной Африке; в Южной Африке встречаются несколько реже. Обычны в заповедниках и на иных охраняемых территориях. Объектами охоты, как правило, не являются, хотя и съедобны. С 2006 года вид включён в список Международной Красной книги со статусом «вид минимального риска» (Lower Risk/Least Concern).